# Mozambik na Letnich Igrzyskach Olimpijskich 1996
Mozambik na Letnich Igrzyskach Olimpijskich 1996 reprezentowało 3 zawodników : 2 mężczyzn i 1 kobieta. Był to 5 start reprezentacji Mozambiku na letnich igrzyskach olimpijskich. Maria Mutola zdobyła pierwszy medal (brązowy) dla reprezentacji Mozambiku.

## Zdobyte medale
| Medal | Zawodnik               | Dyscyplina    | Konkurencja          | Rezultat |
| ----- | ---------------------- | ------------- | -------------------- | -------- |
| Brąz  | Maria de Lurdes Mutola | Lekkoatletyka | bieg na 800 m kobiet | 1:58,71  |

## Skład kadry

### Boks
Mężczyźni
- Lucas Sinoia - waga półśrednia (do 67 kg) - 17. miejsce

### Lekkoatletyka
Kobiety
- Maria de Lurdes Mutola - bieg na 800 m - 3. miejsce

### Pływanie
Mężczyźni
- Leandro Jorge - 100 m stylem grzbietowym - 48. miejsce